# Centre Virtuel de la Connaissance sur l’Europe

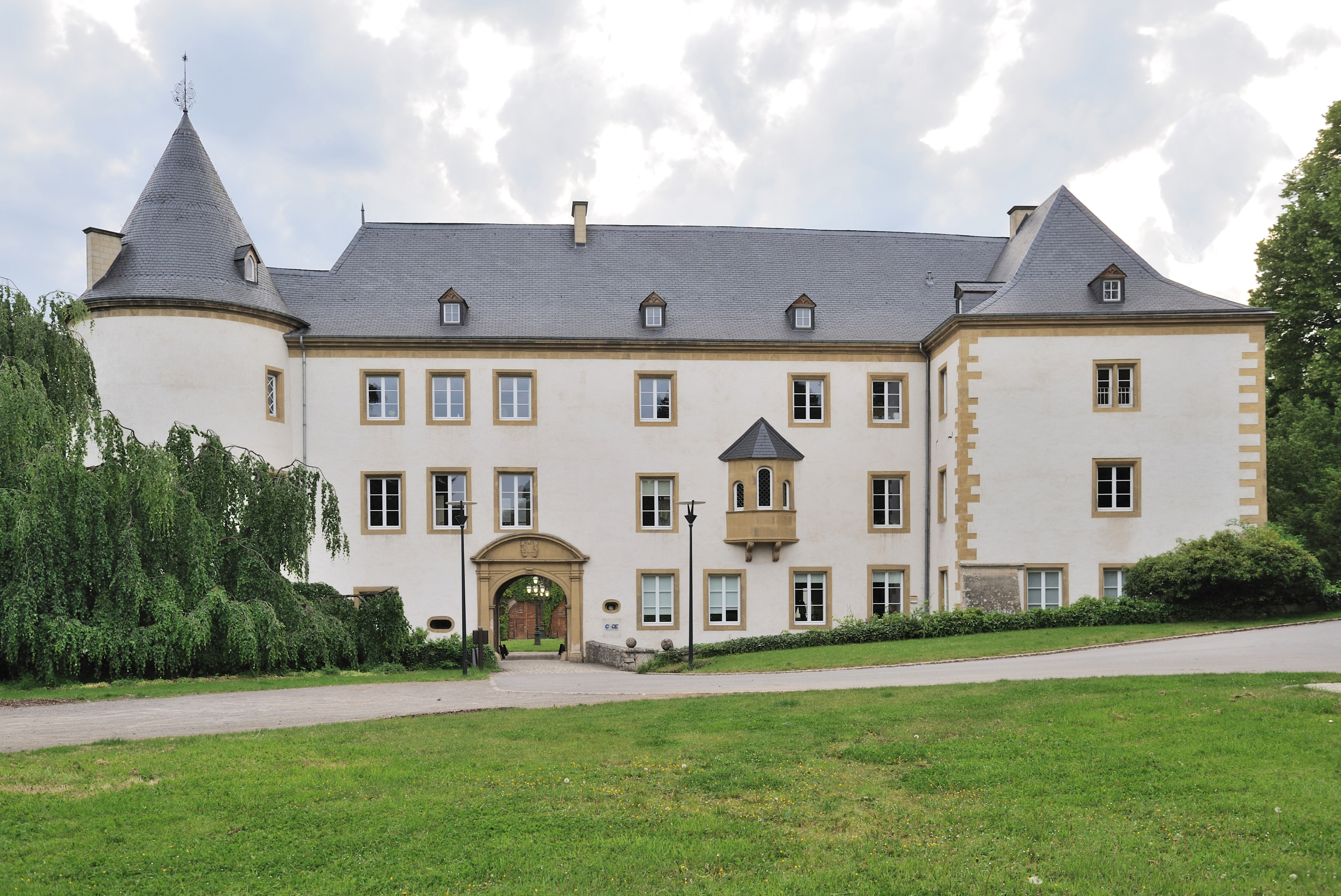
Schloss Sassenheim, Sitz des CVCE

Das Centre Virtuel de la Connaissance sur l’Europe (CVCE) war eine politisch und wissenschaftlich unabhängige öffentlich-rechtliche Einrichtung mit Sitz im Schloss Sassenheim in Sassenheim, Luxemburg. Sein zentrales Projekt war der European NAvigator (ENA), die erste digitale Bibliothek zur Geschichte des europäischen Aufbauwerks von 1945 bis heute.

## Aufgaben
Mitarbeiter aus verschiedenen Disziplinen (Historiker, Juristen, Informations- und Dokumentationsspezialisten, Übersetzer, IT-Experten, Grafik- und Web-Designer) arbeiten im CVCE an den vielfältigen Aufgaben rund um den ENA – von der Recherche über die Rechte-Sicherung, die Dokumentation, Kommentierung und Übersetzung bis hin zur technischen und grafischen Umsetzung.
Das CVCE arbeitet mit einem Netzwerk von internationalen Kooperationspartnern zusammen und ist aktiv an der Entwicklung der digitalen Bibliotheken beteiligt.

## Geschichte
Das CVCE wurde im Jahre 2001 gegründet. Die Integration des CVCE 2015 in die Universität Luxemburg geht auf einen Beschluss der Regierung vom 5. Juni 2015 zurück, um die Struktur der geisteswissenschaftlichen Forschung mit Schaffung eines Instituts für Zeitgeschichte mit interdisziplinärem Status innerhalb der Universität neu zu strukturieren.